# Pizzo di Coca
Pizzo di Coca (též Pizzo Coca) je s výškou 3052 m n. m. nejvyšší hora der Bergamských Alp. Leží jižně od Sondria v italské Lombardii.

## Poloha
Hora se nachází jižně od města Sondrio na severu italské provincie Lombardie. Vypíná se nad obcí Valbondione na severním konci údolí Val Seriana. Spolu se sousedními vrcholy Pizzo di Redorta a Punta di Scais uzavírá velký, na jih otevřený ledovcový kotel (Kar), v jehož severovýchodním výběžku se nachází malé ledovcové jezero Lago di Coca (výška 2108 m n. m.). Těsně pod jižním koncem kotle leží na skalním výběžku Rifugio Coca, výchozí bod k výstupům na vrchol.
Nejvyšší vrchol hory tvoří úzký, téměř horizontální hřeben, jenž nese dva vrcholy: jižní, hlavní vrchol, na němž od roku 1978 stojí vrcholový kříž, a o asi 3 m nižší vrchol severní. V prostoru 600 m vysoké severní stěny se nachází cca 300 m pod severním vrcholem malý ledovec Vedretta dei Marovin. Na západním hřebeni hory leží strmý skalní zub Dente di Coca (3052 m n. m.). Pizzo di Coca je tvořen především ortorulami a jílovitými břidlicemi.

## Výstup
Značená cesta vychází od Rifugio di Coca (1892 m n. m.) přes jihovýchodní hřeben k vrcholu. Od chaty se vystoupá nejprve k malé, cca 60 m výše položené plošině a z ní pak přes strmé travnaté svahy se dosáhne jižního hřebene. Po něm vede cesta strmým skalnatým terénem až k zubu Bocchetta del Polledrino. Odtud se přejde mírným výstupem jihovýchodní bok k jihovýchodnímu hřebeni. Následuje výstup k vrcholu, na němž je třeba překonat terén stupně obtížnosti II. Prvovýstup na Pizzo di Coca uskutečnil 4. září roku 1877 Emilio Torri spolu s vůdcem Antonio Baroni.